# تعريف الموسيقا
يسعى تعريف الموسيقا إلى توفير تفسير دقيق وموجز لسمات الموسيقا الأساسية أو طبيعتها الجوهرية، ويشمل عملية تحديد المقصود من مصطلح موسيقا. توجد مجموعة من التعريفات المقترحة بواسطة هيئات عديدة، لكنّ تعريف الموسيقا كما يبدو أصعب مما يمكن للمرء تخيله في البداية، وما يزال النقاش مستمرًا حيال هذا التعريف. ينطوي عدد من هذه التفسيرات على أساس مفهوم الموسيقا باعتباره صوت منظم، إلا أنها تسلط الضوء أيضًا على اتساع مثل هذا التعريف وتستشهد بعدد من الأمثلة عن الصوت المنظم الذي لا يمكن اعتباره موسيقا، بما في ذلك الكلام البشري والأصوات الموجودة في البيئات الطبيعية والصناعية على حد سواء. تزداد قضية إيجاد التعريف الملائم للموسيقا تعقيدًا مع التأثير الثقافي على المعرفة الموسيقية.
يعرّف قاموس أكسفورد الموجز الموسيقا على أنها «فن الدمج بين الأصوات الصوتية أو الآلية (أو كلتيهما) لإنتاج جمال الشكل، والتناغم والتعبير عن الشعور». مع ذلك، تتحدى بعض الأنواع الموسيقية، مثل موسيقا الضجيج والموسيقا الملموسة، هذه الأفكار من خلال استخدام الأصوات التي تُعتبر على نطاق واسع غير موسيقية، أو غير جميلة أو غير متناغمة، بما في ذلك الأصوات التي يمكن إنتاجها بشكل عشوائي مثل التشويه الإلكتروني، والارتجاع الصوتي، والتشوش الراديوي، والتنافر الصوتي والأصوات المنتجة باستخدام العمليات التأليفية الموسيقية الموظفة لنهج اللامحددية.
تشمل الأمثلة التي غالبًا ما يُستشهد بها على معضلة تعريف الموسيقا معزوفة "33'4 (1952) للمؤلف الموسيقي جون كيج (1912-1992). تحتوي الدرجة المكتوبة على ثلاث حركات وتوجه المؤدي أو المؤديين للظهور على خشبة المسرح، والإشارة بالإيماء أو بأي وسيلة أخرى إلى بدء القطعة الموسيقية، ومن ثم عدم إصدار أي صوت خلال مدة القطعة، وتعليم الأقسام والنهاية عبر الإيماء. لا يسمع الجمهور سوى الأصوات المحيطة التي قد تحدث داخل القاعة. يجادل البعض بعدم إمكانية وصف معزوفة "33'4 على أنها موسيقا نظرًا إلى خلوها، من بين أسباب أخرى، من الأصوات التي يمكن اعتبارها بشكل تقليدي «موسيقية» إلى جانب عدم امتلاك الملحن والمؤدي (أو المؤديين) أي سيطرة على تنظيم الأصوات المسموعة. يجادل آخرون بإمكانية اعتبارها موسيقا نظرًا إلى عدم ضرورة التعاريف التقليدية للأصوات الموسيقية ومحدوديتها بشكل تعسفي، بالإضافة إلى القدرة على التحكم في تنظيم الأصوات من خلال إيماءات الملحن والمؤدي (أو المؤديين) التي تفصل ما يمكن سماعه إلى أقسام محددة وشكل قابل للفهم.

## تعريفات

### الصوت المنظم
ابتكر المؤلف الحداثي إدغارد فاريز في الأصل هذا التعريف، الذي كثيرًا ما استُشهد به عند تعريف الموسيقا بوصفها «صوتًا منظمًا»، إذ استخدمه للإشارة إلى جماليته الموسيقية الخاصة. تناسب مفهوم الموسيقا لدى فاريز بوصفها «صوتًا منظمًا» مع رؤيته «الصوت كمادة حية» و«الفضاء الموسيقي باعتباره مفتوحًا وليس محدودًا». طور فاريز عناصر موسيقاه من منظور «الكتل الصوتية»، إذ شبه تنظيمها بظاهرة البلورة الطبيعية. رأى فاريز أنه «بالنسبة إلى الأذنين شديدتي التكييف، يمكن وصف أي شيء جديد في الموسيقا بالضجيج»، وطرح السؤال، «ماذا تكون الموسيقا غير أصوات منظمة؟».
تنص الطبعة الخامسة عشرة من إنسايكلوبيديا بريتانيكا على أنه «في حين عدم وجود أي أصوات يمكن وصفها على أنها لا موسيقية بطبعها، فإن الموسيقيين مائلون في كل ثقافة نحو تقييد نطاق الأصوات التي يمكنهم قبولها». يُعتبر عامل التنظيم البشري في غالبية الأوقات متضمنًا في الموسيقا (غالبًا ما تُوصف الأصوات التي تنتجها عوامل غير بشرية، مثل الشلالات أو الطيور، بأنها «موسيقية»، ولكن لا تُوصف كثيرًا بأنها «موسيقا»). يصرح المؤلف ر. موراي بأن صوت الموسيقا الكلاسيكية «خاضع لاضمحلالات؛ إنه حبيبي، يمتلك هجمات؛ إنه يتقلب ويتورم بالشوائب – ويخلق كل هذا موسيقية تأتي قبل أي «موسيقية ثقافية»». مع ذلك، يشير أخصائي علم العلامات جان جاك ناتيز إلى أنه «مثلما تُعد الموسيقا أي شيء يختار الناس اعتباره على أنه كذلك، يمكن اعتبار الضجيج كل ما يُعتبر مزعجًا، أو كريهًا أو كليهما». (انظر «الموسيقا كبنية اجتماعية» أدناه).

#### اللغة
لا يعرّف ليفي ر. براينت الموسيقا بوصفها لغة، بل كطريقة حل المشكلات القائمة على العلامات، بما يمكن مقارنته بالرياضيات.

### المسلمات الموسيقية
تشمل غالبية تعريفات الموسيقا إشارة ما إلى الصوت إذ يمكن إنتاج قائمة من المسلمات الموسيقية من خلال تحديد عناصر (أو جوانب) الصوت: الحدة، والجرس، والجهارة، والمدة، والموقع المكاني والتركيب. مع ذلك، من المنظور الأكثر صلة بالموسيقا: وفقًا لفيتغنشتاين، تقترح عالمة النفس المعرفي إليانور روش أن هذه الفئات غير مفصولة بشكل واضح بل يمكن اعتبار شيء ما بشكل أو بآخر عضو في فئة معينة. يصبح البحث عن المسلمات الموسيقية بالتالي عرضة للفشل وغير كافي لتوفير أي تعريف صالح. يرجع هذا بشكل أساسي إلى امتلاك الثقافات الأخرى مفاهيم مختلفة فيما يتعلق بالأصوات التي يشير إليها الكتّاب إنكليزيو اللغة على أنها موسيقا.

### البناء الاجتماعي
على الرغم مما سبق، يمتلك كثير من الناس فكرة عامة عن الموسيقا. يُعد تعريف ويبستر للموسيقا أحد الأمثلة النموذجية على ذلك: «علم أو فن ترتيب النغمات أو الأصوات على التتابع، في تركيب معين، مع علاقات زمنية معينة من أجل إنتاج تأليف متميز بالوحدة والاستمرارية» (قاموس ويبستر الجامعي، الطبعة الإلكترونية).

### التجربة الذاتية
يركز نهج التعريف هذا على تجربة الموسيقا عوضًا عن بنائها. عبّر الملحن الإيطالي لوتشيانو بيريو عن تصريحه المتطرف فيما يتعلق بهذا الموضوع: «الموسيقا هي كل ما يسمعه المرء بقصد الاستماع إلى الموسيقا». يصبح الحد الفاصل بين الموسيقا والضجيج، وفقًا لهذا النهج، عرضة للتغيير مع مرور الزمن مع تطور تقاليد التفسير الموسيقي داخل الثقافة، ليصبح مختلفًا بين الثقافات المختلفة في أي لحظة، بالإضافة إلى اختلافه بين شخص وآخر وفقًا لتجارب وميول كل منهما. يتوافق هذا النهج أيضًا مع الواقع الذاتي بأن المرء قد يختبر ما يمكن اعتباره بشكل شائع موسيقا على أنه ليس موسيقا في حال تركيز عقله على أشياء أخرى وعدم إدراكه بالتالي جوهر الصوت كموسيقا.